# Championnat du Pérou de football 2008
Navigation
Édition précédente Édition suivante
Le Championnat du Pérou de football 2008 est la 80e édition du championnat du Pérou. Elle s'est tenu de février à décembre 2008 sur deux tournois : le tournoi d'ouverture et le tournoi de clôture. Quatorze clubs ont participé aux deux tournois de cette saison. Le 18 décembre, le club Universidad San Martín de Lima, a remporté le championnat national pour la deuxième fois de suite. Deux clubs sont descendus, l'Atlético Minero et le Sport Boys.

## Règlement du championnat 2008[1]
Le championnat se déroule en deux phases, le tournoi d'ouverture (apertura) et le tournoi de clôture (clausura). 
Les équipes se rencontrent par matchs aller-retour, pour un total de 52 rencontres par équipe (26 matchs par tournoi).
Les vainqueurs des deux tournois (apertura et clausura) se disputent le titre de champion national dans une finale par matchs aller-retour.
Il faut toutefois que les deux vainqueurs aient terminé dans les sept premiers du tournoi d'ouverture et dans les sept premiers du tournoi de clôture, pour pouvoir disputer la finale. Le champion national peut être désigné sans jouer de finale si l'une des deux équipes ne satisfait pas à cette condition (ce sera le cas en 2008). Si les deux équipes ne remplissent pas cette condition (c'est le cas en 2007), le champion national est désigné par l'addition des points obtenus dans les deux tournois. 
Trois clubs sont qualifiés pour la Copa Libertadores, les vainqueurs de chaque tournoi plus le club ayant obtenu le plus de points dans les deux phases. Les deux clubs suivants dans ce classement à l'addition de points sont qualifiés pour la Copa Sudamericana. 
Les deux équipes les plus faibles à l'addition de points, obtenus dans les deux tournois seront relégués en deuxième division.

## Les clubs participants

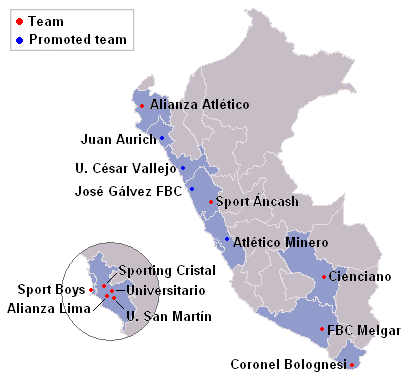

| Club                      | Ville    | Stade                         | Capacité | Pelouse      |
| ------------------------- | -------- | ----------------------------- | -------- | ------------ |
| Alianza Atlético          | Sullana  | Estadio Campeones del 36      | 8,000    | Naturelle    |
| Alianza Lima              | Lima     | Estadio Alejandro Villanueva  | 35,000   | Naturelle    |
| Atlético Minero           | Matucana | Municipal de Matucana         | 5,000    | Naturelle    |
| Cienciano del Cusco       | Cuzco    | Estadio Garcilaso de la Vega  | 42,056   | Naturelle    |
| Coronel Bolognesi         | Tacna    | Estadio Jorge Basadre         | 19,850   | Naturelle    |
| FBC Melgar                | Arequipa | Estadio Mariano Melgar        | 20,000   | Naturelle    |
| José Galvez FBC           | Chimbote | Estadio Manuel Rivera Sanchez | 25,000   | Artificielle |
| Juan Aurich               | Chiclayo | Estadio Elias Aguirre         | 24,500   | Artificielle |
| Sport Áncash              | Huaraz   | Estadio Rosas Pampa           | 8,000    | Naturelle    |
| Sport Boys                | Callao   | Estadio Miguel Grau           | 15,000   | Naturelle    |
| Sporting Cristal          | Lima     | Estadio San Martin de Porres  | 18,000   | Naturelle    |
| Universidad César Vallejo | Trujillo | Estadio Mansiche              | 25,000   | Artificielle |
| Universidad San Martín    | Lima     | Estadio Nacional              | 45,000   | Artificielle |
| Universitario de Deportes | Lima     | Estadio Monumental "U"        | 80,093   | Naturelle    |

### Avant-saison
- Le champion Universidad San Martín, institution créée en 2004, peut gagner une deuxième fois grâce à une très bonne préparation dès la fin de l'année dernière[C'est-à-dire ?].
- Les trois grands Sporting Cristal, Universitario de Deportes et Alianza Lima vont chercher un nouveau trophée cette année. Sport Boys qui commence cette année avec des problèmes financiers et Atlético Minero qui a dû organiser son effectif en trois semaines après avoir gagné son accès en première division en janvier dernier, sont tous les deux des candidats probables à la descente en deuxième division.

## Tournoi d'ouverture
Le tournoi d'ouverture a débuté le 16 février 2008. Il s'est achevé le 20 juillet 2008.

### Classement[3]
au 20 juillet 2008
| Class. | Clubs                     | Points | Joués | Vic. | Nul | Déf. | BP | BC | DB  |
| ------ | ------------------------- | ------ | ----- | ---- | --- | ---- | -- | -- | --- |
| 1      | Universitario de Deportes | 55     | 26    | 16   | 7   | 3    | 40 | 21 | 19  |
| 2      | Sporting Cristal          | 49     | 26    | 15   | 4   | 7    | 46 | 32 | 14  |
| 3      | Universidad San Martín    | 43     | 26    | 11   | 10  | 5    | 40 | 20 | 20  |
| 4      | Cienciano del Cusco       | 41     | 26    | 12   | 5   | 9    | 37 | 28 | 9   |
| 5      | Coronel Bolognesi         | 38     | 26    | 10   | 8   | 8    | 33 | 27 | 6   |
| 6      | Alianza Atlético          | 34     | 26    | 10   | 4   | 12   | 28 | 28 | 0   |
| 7      | Universidad César Vallejo | 34     | 25    | 9    | 7   | 10   | 26 | 32 | -6  |
| 8      | Juan Aurich               | 33     | 26    | 9    | 6   | 11   | 27 | 30 | -3  |
| 9      | José Galvez FBC           | 30     | 26    | 7    | 9   | 10   | 26 | 32 | -6  |
| 10     | FBC Melgar                | 30     | 26    | 7    | 9   | 10   | 18 | 25 | -7  |
| 11     | Alianza Lima              | 29     | 26    | 7    | 8   | 11   | 27 | 32 | -5  |
| 12     | Sport Áncash              | 29     | 26    | 9    | 2   | 15   | 24 | 36 | -12 |
| 13     | Sport Boys*               | 27     | 26    | 7    | 8   | 11   | 23 | 42 | -19 |
| 14     | Atlético Minero           | 25     | 26    | 6    | 7   | 13   | 26 | 36 | -10 |

- Sport Boys a perdu 2 points pour ne pas avoir payé un ancien entraineur

## Tournoi de clôture
Le tournoi d'ouverture a débuté le 30 août 2008. Il s'est achevé le 18 décembre 2008.

### Classement[3]
au 18 décembre 2008
| Class. | Clubs                     | Points | Joués | Vic. | Nul | Déf. | BP | BC | DB  |
| ------ | ------------------------- | ------ | ----- | ---- | --- | ---- | -- | -- | --- |
| 1      | Universidad San Martín    | 51     | 26    | 15   | 6   | 5    | 41 | 20 | 21  |
| 2      | Sporting Cristal          | 45     | 26    | 14   | 3   | 9    | 36 | 25 | 11  |
| 3      | Sport Áncash              | 43     | 26    | 12   | 7   | 7    | 39 | 29 | 10  |
| 4      | FBC Melgar                | 40     | 26    | 11   | 7   | 8    | 35 | 34 | 1   |
| 5      | Cienciano del Cusco       | 39     | 26    | 11   | 6   | 9    | 34 | 30 | 4   |
| 6      | Alianza Atlético          | 38     | 26    | 10   | 8   | 8    | 35 | 26 | 9   |
| 7      | Universidad César Vallejo | 38     | 26    | 11   | 5   | 10   | 35 | 32 | 3   |
| 8      | Atlético Minero           | 37     | 26    | 9    | 10  | 7    | 32 | 26 | 6   |
| 9      | José Galvez FBC           | 37     | 26    | 10   | 7   | 9    | 42 | 38 | 4   |
| 10     | Universitario de Deportes | 34     | 26    | 8    | 10  | 8    | 31 | 32 | -1  |
| 11     | Alianza Lima              | 34     | 26    | 11   | 1   | 14   | 35 | 39 | -4  |
| 12     | Juan Aurich               | 29     | 26    | 8    | 5   | 13   | 25 | 34 | -9  |
| 13     | Coronel Bolognesi         | 26     | 26    | 7    | 5   | 14   | 34 | 51 | -17 |
| 14     | Sport Boys                | 11     | 26    | 1    | 8   | 17   | 17 | 55 | -38 |

## Classement Général[3]
au 18 décembre 2008
| Class. | Clubs                     | Points | Joués | Vic. | Nul | Déf. | BP | BC | DB  |
| ------ | ------------------------- | ------ | ----- | ---- | --- | ---- | -- | -- | --- |
| 1      | Universidad San Martín    | 94     | 52    | 26   | 16  | 10   | 81 | 40 | 41  |
| 2      | Sporting Cristal          | 94     | 52    | 29   | 7   | 16   | 82 | 57 | 25  |
| 3      | Universitario de Deportes | 89     | 52    | 24   | 17  | 11   | 71 | 53 | 18  |
| 4      | Cienciano del Cusco       | 80     | 52    | 23   | 11  | 18   | 71 | 58 | 13  |
| 5      | Alianza Atlético          | 72     | 52    | 20   | 12  | 20   | 63 | 54 | 9   |
| 6      | Sport Áncash              | 72     | 52    | 21   | 09  | 22   | 64 | 65 | -1  |
| 7      | Universidad César Vallejo | 72     | 52    | 20   | 12  | 20   | 61 | 64 | -3  |
| 8      | FBC Melgar                | 70     | 52    | 18   | 16  | 18   | 53 | 59 | -6  |
| 9      | José Galvez FBC           | 67     | 52    | 17   | 16  | 19   | 68 | 70 | -2  |
| 10     | Coronel Bolognesi         | 64     | 52    | 17   | 13  | 22   | 67 | 79 | -12 |
| 11     | Alianza Lima              | 63     | 52    | 18   | 09  | 25   | 62 | 71 | -9  |
| 12     | Atlético Minero           | 62     | 52    | 15   | 17  | 20   | 58 | 62 | -4  |
| 13     | Juan Aurich               | 62     | 52    | 17   | 14  | 24   | 52 | 64 | -12 |
| 14     | Sport Boys*               | 38     | 52    | 8    | 16  | 28   | 40 | 97 | -57 |

*Sport Boys a perdu 2 points pour ne pas avoir payé un ancien entraineur.
Atlético Minero et Juan Aurich ont disputé un match de barrage (sur terrain neutre à Lima) pour déterminer qui accompagnerait Sport Boys en deuxième division. Juan Aurich l'a emporté 2-1 et a précipité l'Atlético Minero en D2.
| Pérou                           |
| Champion                        |
| Universidad San Martín 2e titre |